# رضا قلي ميرزا
رضا قلي ميرزا (بالفارسیة: رضاقلی‌میرزا) (ولد عام 1717م - قتل عام 1749م) هو أكبر أبناء نادر شاه أفشار.

## حياته
عندما ذهب نادر شاه إلى الهند، أصبح ابنه رضلقلى نائب الشاه، وفي ظل وفاة أب الشاه الصفوي طهماسب الثاني، أصبح رضاقلي ميرزا هو المسؤول عن الحكم في ظل غياب والده. خلال عودة نادر شاه إلى إيران بعد حربه، عبر خلال غابات مازندران وتمت محاولة اغتياله من قبل الأفغان واستطاعات الرصاصة أن تصيب يد نادر.
شك نادر بأن رضاقلي هو من وراء ذلك الاغتيال، فحاكمه ووعده إذا قام بالاعتراف فإنه سيقوم بالصفح عنه أو أن يكون مصيره بأن يعمى، بعدها قام العسكر بفتق عين رضاقلي وندم بعدها نادر على حكمه بهذا العقاب على ابنه مباشرة. بعد فتق عين رضاقلى أصبح غير قادر على خلافة أبيه، وبعد مقتل نادر شاه، تقلد عادل شاه وهو ابن أخ نادر شاه مقاليد الحكم وأمر بقتل رضاقلي وغيره من الأسرة الحاكمة كي لا يكون هنالك منافس له على الحكم حتى لم يتبقى من أبناء نادر غير شاهرخ ميرزا على قيد الحياة.